# Distrito federal del Ural
Ural (en ruso: Уральский федеральный округ) es uno de los ocho distritos de la Federación de Rusia, formado por los siguientes seis sujetos (entidades subnacionales): los óblast de Kurgán, Sverdlovsk, Tiumén y Cheliábinsk, y los distritos autónomos de Janti-Mansi y Yamalia-Nenetsia. Limita al norte con el mar de Kara (océano Ártico), el golfo del Obi y la bahía de Bajdaratskaya, al este con el distrito de Siberia, al sur con Kazajistán y al oeste con los distritos del Volga y Noroeste.
Su centro administrativo es Ekaterimburgo, en el óblast de Sverdlovsk. Con 1 788 900 km² es el tercer distrito más extenso —por detrás de los distritos de Lejano Oriente y Siberia—, con 12 200 000 habs. en 2013, el tercero menos poblado —por delante de los distritos de Cáucaso Norte y Lejano Oriente, el menos poblado— y con 6,8 hab/km², el tercero menos densamente poblado, por delante de los distritos de Siberia y Lejano Oriente, el menos densamente poblado.

## Composición del distrito federal del Ural
| Urals Federal District | Urals Federal District | Urals Federal District                | Urals Federal District |
| #                      | Bandera                | Sujeto federal                        | Centro administrativo  |
| ---------------------- | ---------------------- | ------------------------------------- | ---------------------- |
| 1                      |                        | Óblast de Kurgán                      | Kurgán                 |
| 2                      |                        | Óblast de Sverdlovsk                  | Ekaterimburgo          |
| 3                      |                        | Óblast de Tiumén                      | Tiumén                 |
| 4                      |                        | Distrito autónomo de Janti-Mansi      | Janti-Mansisk          |
| 5                      |                        | Óblast de Cheliábinsk                 | Cheliábinsk            |
| 6                      |                        | Distrito autónomo de Yamalia-Nenetsia | Salejard               |